# Éder Lima
Éder Fermino Lima (San Paolo, 29 giugno 1984) è un giocatore di calcio a 5 brasiliano naturalizzato russo.

## Carriera

### Club
Inizia a giocare a calcio a 5 all'età di dieci anni, militando nelle formazioni giovanili di Clube Atlético Juventus, Corinthians, São Caetano, São Paulo e infine Banespa con cui esordisce in prima squadra. Nel 2004 si trasferisce alla formazione portoghese dell'Estrela Amadora ma l'esperienza si rivela subito estremamente negativa, a causa del dissesto finanziario in cui versa il club. Nel 2006 si trasferisce ai russi della TTG Jugorsk; con il club siberiano vince una Superliga, due coppe nazionali e, soprattutto una Coppa UEFA, laureandosi inoltre capocannoniere del campionato russo in quattro edizioni (2007-08, 2008-09, 2010-11, 2013-14).

### Nazionale
Ottenuta la cittadinanza russa, nel 2009 esordisce con la Nazionale di calcio a 5 della Russia. Tre anni più tardi si aggiudica la scarpa d'oro FIFA grazie alle 9 reti realizzate nella Coppa del Mondo 2012 (di cui 7 alle Isole Salomone). Nel campionato europeo 2014 la Russia raggiunge la finale, dove è tuttavia sconfitta dall'Italia; Lima si consacra capocannoniere del torneo, venendo inoltre inserito nella formazione ideale del torneo stilata dal Gruppo Tecnico della UEFA. Incluso nella lista definitiva dei convocati della Russia per il campionato europeo 2022, il 25 gennaio viene però sostituito da Andrej Afanas'ev a causa di un infortunio.

## Palmarès

### Competizioni nazionali
- Campionato russo: 1
Gazprom Jugra: 2014-15
- Coppa di Russia: 2
Gazprom Jugra: 2011-12, 2015-16

### Competizioni internazionali
- Coppa UEFA: 1
Gazprom Jugra: 2015-16
- Coppa Intercontinentale: 1
Sorocaba: 2019

### Individuale
- Capocannoniere della Superliga: 4

2007-08 (73 reti)
2008-09 (62 reti)
2010-11 (34 reti)
2013-14 (46 reti)